# U-9号潜艇 (1935年)
U-9号（德語：U 9）是纳粹德国战争海军建造的二十艘II-B型近岸潜艇（或称U艇）之一。它由基尔的日耳曼尼亚船厂承建，于1935年7月30日下水，至同年8月21日交付使用。第二次世界大战期间，该艇在包括王牌艇长沃尔夫冈·吕特在内的多位指挥官的带领下进行了十九次巡逻作战，共计击沉8艘总吨位为17,221吨的同盟国或中立国舰船，以及击伤1艘排水量为412吨的苏联鱼雷艇。1944年8月20日，U-9号在黑海的康斯坦察遭苏联海军航空兵击沉，其残骸随后被苏联人打捞上岸，并更名为TS-16号（俄语：ТС-16）进行修复，至1946年12月12日宣布为全损后拆解报废。

## 设计
II级潜艇是从一战中德意志帝国海军的UB级和UF级近岸潜艇发展而来。其外观尺寸小，造价便宜且易于生产，在很短时间内便能造好。这款艇具在设计上吸收了为芬兰海军定制的欧洲水鼬号的优点，是非常出色的训练艇。但由于它们体积较小，在海面上容易剧烈颠簸，因此也被德国人戏称为“独木舟”（Einbaum）。尽管如此，一些II级艇在训练任务与战斗行动中表现相当出色，许多II级艇的衍生型号也相继被建造出来。
U-9号是一款用于近岸水域作战的II-B型单壳体潜艇。它可视作II-A型的加长版，附加的柴油舱增加了贮油量，航程也因此得到增加。其全长42.7米，舷宽4.08米，高8.6米，并有3.9米的吃水深度。水上和水下排水量则分别为279吨和328吨，惟官方提供的标准吨位为250吨。艇只采用两台曼海姆发动机厂（MWM）生产的六缸四冲程350匹公制馬力（260千瓦特）柴油机用于水面运行，以及两台各配备36个AFA蓄电池组的180匹公制馬力（130千瓦特）西门子-舒克特（SSW）电动发电机用于水下航行；水面最高航速12節（22每小時），水下7節（13每小時）；能够在水面以8節（15每小時）航速续航3,800海里（7,000），或以4節（7.4每小時）连续在水下航行43海里（80）而无需充电。它有两个轴和两副直径为0.85米的螺旋桨，具备在80－150米的深度运行的能力，紧急下潜需时30秒。
武器装备方面，U-9号在艇艏内置有三具管径为533毫米的鱼雷发射管，呈倒三角形布置，其中左舷一具、右舷一具、底部的中线上还有一具；它们合共配备5枚G7型鱼雷，或可携带最多12枚TMA水雷。此外，该艇还搭载有一门20毫米30式高射炮作为甲板炮。其标准船员编制为3名军官及22名水兵。

## 历史
1934年7月20日，海军造舰局正式将六艘II-B型潜艇（U-7至U-12号）的建造合同发包予基尔的日耳曼尼亚船厂。但由于违反了禁止德国拥有潜艇的《凡尔赛条约》条款，U-9号直至1935年4月8日才开始铺设龙骨，并于同年7月30日、即解除德国海军军备限制的《英德海军协定》生效后才下水，至8月21日在首度担任艇长的海军中尉汉斯-京特·洛夫的指挥下交付使用。同时，为了纪念初代U-9号的卓越战功，该艇也获准在司令塔外侧悬挂铁十字勋章。完成海试后，该艇被编入第一次世界大战之后德国的第一支潜艇部队——驻基尔的韦迪根潜艇区舰队服役。区舰队的直接指挥权由海军中校卡尔·邓尼茨负责，他对所属部队进行了非常密集的训练，U-9号的船员也因此受益。尽管该艇主要从事训练任务，但同时兼具作战状态，于是在1939年8月25日的“白色方案”启动前夕，它便开始执行首次战斗巡逻，前往苏格兰东岸进行侦察。在为期22天的行动中，U-9号仅遇到中立国船舶，并控制了其中的两艘，之后于9月15日上午11:50返抵基尔。

### 吕特时期
接下来的几个月里，U-9号没有外出巡逻。1939年12月30日，该艇的指挥权被授予海军中尉沃尔夫冈·吕特，他是整个战争期间最高效的王牌艇长之一。韦迪根区舰队于1940年1月1日重组为第1潜艇区舰队。在此编制下，U-9号于两周后、即1940年1月16日夜间21:45从基尔启程执行第二次巡逻，目的地为苏格兰的金奈尔德角周边。在前往指定区域的途中，该艇于1月18日晚上在西弗里西亚群岛附近了发现了容积总吨为1,188吨的瑞典货轮帕特里亚号。由于在500米的距离内没有看到国籍标识，吕特遂下令于22:23和22:40各发射了一枚鱼雷，但均未命中。30分钟后，吕特又发现了另一艘1,179总吨的瑞典货轮佛兰德里亚号，便果断于23:53分发射鱼雷将其击沉，造成17人丧生。帕特里亚号则是延至1月19日凌晨1:45才被U-9号的鱼雷击中舰桥下部，导致该船在艾默伊登以北迅速沉没，并有19名船员罹难。同一天，U-9号因燃油管线破裂而被迫中止巡逻，并于次日抵达黑尔戈兰岛接受维修。 它至1月22日才从黑尔戈兰转移回威廉港。
1940年2月5日上午10:00，U-9号离开威廉港前往马里湾和克罗默蒂湾执行布雷巡逻任务，为诺德马克行动作准备。是次巡逻中，该艇在塔伯特岬附近布设了九枚水雷。同年5月4日，注册吨位为5,995吨的英国油轮圣蒂武西奥号（San Tiburcio）便是撞上了其中的一枚水雷而沉没，但所有船员均被救起。当U-9完成布雷后离开马里湾湾时，于2月11日在奥克尼群岛附近发现了正从布莱斯运载煤炭前往哥德堡、容积总吨为1,213吨的爱沙尼亚货轮琳达号（Linda）。吕特遂于18:20下令发射一枚鱼雷，击中该船舯部，并断成两截。其前半部立即沉没，后半部亦于4分钟后下沉。2月14日，U-9号抵达黑尔戈兰岛，但由于冰封港口，该艇不得不在岛上等待三天后才得以返回威廉港。
在第四次巡逻中，U-9号于1940年3月14日下午14:15离开威廉港，奉命前往挪威南部海域搜寻敌方潜艇。这次行动仅持续了7天，便于3月20日上午8:00返回威廉港，期间该艇一无所获。

#### 威悉演习行动
1940年4月4日上午10:00，吕特带着火漆密令，率U-9号从威廉港启航执行第五次巡逻，参与德国入侵丹麦和挪威的威悉演习行动。两天后开启的密令指示该艇前往挪威海岸，从4月9日开始在挪威登陆期间支援德国陆军和海军，并阻止英国任何破坏入侵的企图。它与U-14、U-56、U-60和U-62号共同组成第三潜艇集群，作战区域位于卑尔根附近海域。4月14日，英军开始在纳姆索斯和翁达尔斯内斯登陆，当晚，U-9号和第三集群余部从炮术训练舰牛虻号获得海上补给，之后U-9号被引导至奥勒松附近打击参与同盟国海军登陆的部队。
4月20日，U-9号在行动中发现波兰驱逐舰闪电号，遂向其发动鱼雷攻击。中午时分，在距离闪电号约100米外的一艘波兰籍船舶甲板上发现水中发生爆炸。但直到第二天，当U-9号艇长吕特发出的关于设得兰群岛以东的波兰驱逐舰沉没的无线电报告被截获后，人们才知道发生的原因。与波兰战役的其他几个案例一样，由于德国磁性引信可靠性不佳，过早地引爆了鱼雷，因此盟军舰艇并未遭到命中。这次袭击之后，U-9号开始返航，至4月24日抵达基尔，结束了为期二十一天、水面行程2,122海里（3,930）、水下行程302海里（559）的行动。

#### 黄色方案
与大多数II-A型和II-B型潜艇不同，U-9号并未在挪威水域的行动后结束前线服役。就在德国开始西线作战的前几天，U-9号便于1940年5月5日离开基尔，前往北海和荷兰水域参与“黄色方案”（第六次巡逻），以支援德国入侵低地国家。当时英法两国预计德国会向西进攻，甚至还截获了经荷兰和阿登进攻法国的计划副本，但他们仍然认为德国的进攻会类似于第一次世界大战的西方战线。盟军相信能够阻止德军通过比利时展开地面推进，又担心德军会从北部向法国发起两栖攻击，从而到达在比荷卢作战的英法联军的后方。因此，他们在哈里奇聚集了所有可用的法国、英国和波兰潜艇部队，在海军中将马克斯·霍顿的统一指挥下，对丹麦和比利时海岸实施封锁。荷兰的态度使这三个国家的联合潜艇舰队的情况变得复杂，荷兰拥有几艘现代化潜艇可供使用，尽管几个月来已经出现了明显的德国即将袭击该国的信号，但荷兰仍然坚定不移地保持中立，直到纳粹德军越过其边境。在这种情况下，荷兰潜艇在该地区的活动意味着盟军潜艇可能会错误地攻击指挥官不了解英国程序和识别标记的荷兰部队。这导致霍顿将军对其麾下的舰艇发出了严格的指令，明确禁止攻击该地区的潜艇，直到明确识别出它们是德国舰艇为止。霍顿特别要求他的指挥官与其遇到的任何潜艇交换侦察信号，或者非常接近它，以便可以进行明确的视觉识别。有及于此，每艘遇到的德国潜艇都将拥有主动权和战术优势。

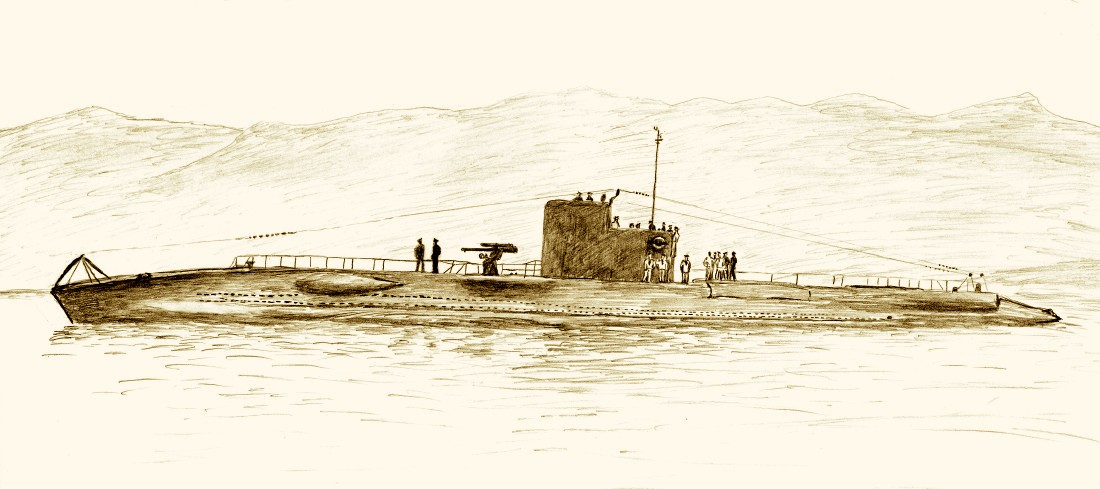
被U-9号击沉的法国潜艇多里斯号潜艇 (Q135)

与盟军的担心相反，由于在挪威战役损失惨重，德国海军当时无意进两栖作战行动。5月6日，出航的U-9号在驶离威廉皇帝运河时意外地与一艘封锁突破船发生轻微碰撞，艇艏受损。它于当天在黑尔戈兰岛完成修复，得以继续巡逻。5月9日夜晚，身处司令塔的吕特在距离登海尔德对开约30海里（56）处发现一艘千吨级的潜艇轮廓。经过数次机动以使自身处于更好的射击阵位后，吕特在800－900米的范围内下令发射两枚鱼雷——以电力驱动的G7a型和G7e型。其中一枚击中了对方潜艇的司令塔后部，随后伴随着巨大的爆炸而沉没。第二枚鱼雷则在超出视距12分钟后发生爆炸。U-9号随后对该地区展开搜索，但除了浮油之外一无所获。德国随即发公报宣布在北海击沉了一艘盟军潜艇，沉没地点大致位于53°40′N 3°49′E / 53.667°N 3.817°E处。当发现麾下有潜艇未能按预定时间返回哈里奇后，霍顿将军才于5月15日宣布，隶属法国海军、排水量为552吨的多里斯号潜艇可能被一艘德国U艇击沉，艇内45名官兵，包括42名船员和3名英国皇家海军联络员全数阵亡。然而，盟军仍然怀疑多里斯号可能是触及水雷而沉没，直到二战结束后，对德国作战记录进行核查才证实是U-9号击沉了多里斯号。
多里斯号的沉没并未停止U-9号的巡逻，它继续前往比利时沿岸的作战区域。5月11日凌晨，容积总吨为1,908吨、正以无护航方式从安特卫普驶往迈阿密的爱沙尼亚籍货轮芬伊乌号（Viiu）在韦斯特辛德浮标附近被吕特发射的一枚G7e型鱼雷击沉，导致15名船员遇难、5人获救。当天下午，U-9号又在斯海尔德河口以同样方式击沉一艘1,930总吨、无护航的英国货轮鹬号（Tringa），造成包括船长在内的16名船员和比利时引水人丧生、6名船员被救起。至此，由于鱼雷已消耗殆尽，吕特需要返回威廉港装填以及补充其它物资，并于5月15日抵达。
补给于5月15－16日夜间进行，工作完成后，U-9号于立即于16日下午15:00启航执行第七次巡逻，重回比利时沿岸。5月18日，它曾在北海遭遇一艘敌方潜艇，但双方均未发动攻击。5月23日，在泽布吕赫西北约15海里（28）处，一艘前德国籍货轮西古德·福尔鲍姆号（Sigurd Faulbaum，3,256总吨）被吕特发射的两枚鱼雷炸成两截后沉没。这艘货轮稍早前比利时俘获，当时正由一名基干船员的操控和两艘比利时拖船的牵引前往英国。同一天，U-9号被一艘盟军驱逐舰发现，后者遂使用深水炸弹对德国U艇进行了持续数小时的攻击。在遭受水下爆炸的损伤后，U-9号结束了巡逻并于5月30日返抵基尔。6月10日，吕特离艇接受新舰指导，随后于6月27日改派至新入役的U-138号潜艇，而U-9号的指挥权则于6月11日由海军中尉沃尔夫冈·考夫曼接任。

### 黑海时期
在考夫曼治下，U-9号退出前线，于1940年7月1日转配至驻梅默尔的第24区舰队担任训练艇，但自同年11月又改为隶属驻皮劳的第21区舰队，主要作为教学艇服役至1942年4月。

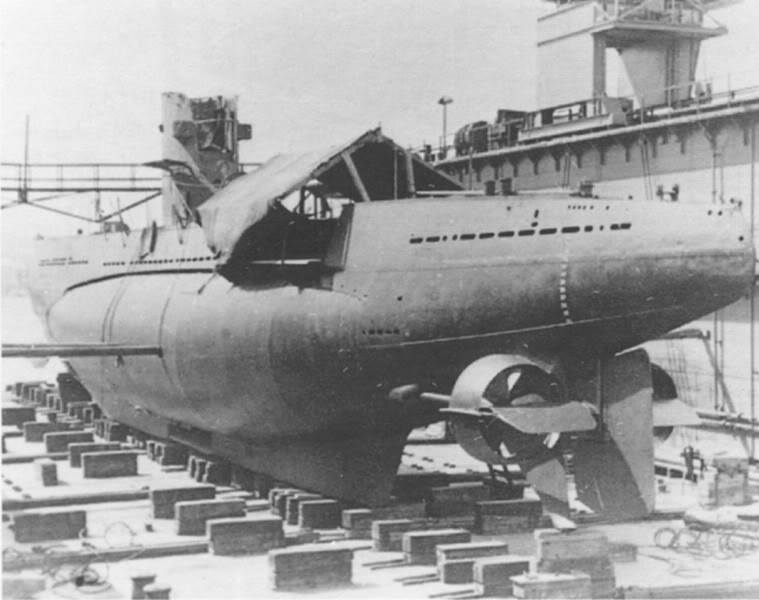
转运至黑海后，在加拉茨重新组装的II-B型潜艇

在入侵苏联后，德国人于1942年4月开始筹备向黑海部署潜艇。其中II-B型潜艇足够小巧，可以通过陆路分段运输，以便在黑海作战。然而，与第一次世界大战不同的是，由于土耳其的中立立场，德国无法通过铁路将艇具转运到地中海的普拉，继而经由博斯普鲁斯海峡航行到黑海。此外，有别于之前战争期间运输的28米长的UB-I型和34米长的UC-I型潜艇，II-B型潜艇的长度达到将近43米。在比较了多种方案后，海军总司令部决定将这些艇具从波罗的海经由威廉皇帝运河以水路运输，然后沿着易北河到达德累斯顿，继而通过高速公路至因戈尔施塔特，并在那里装载到事先准备好的驳船上，穿过多瑙河，然后运往罗马尼亚的加拉茨。它们将在当地重新组装，然后依靠自己的力量航行到康斯坦察。U-9、U-19和U-24号率先使用这条路线转运，作为第二批的U-18、U-20和U-23号则于几个月后跟随执行。它们共同组成了第30潜艇区舰队。
U-9号成为继U-24号之后第二艘被选中派往黑海的潜艇。1942年5月，该艇在基尔进行部分拆解，在移除了发动机、龙骨、上甲板、司令塔、舵、螺钉和其他元件后，保留约140吨重的基干艇体部分运往罗马尼亚。至10月28日，它完成重新组装恢复服役并编入第30区舰队。从1942年11月到1944年8月，U-9号以康斯坦察为基地共进行了十二次（第八至第十九次）作战巡逻，范围主要涉及高加索沿岸地区，目的是袭击苏联航运。1942年12月27日下午，一艘苏联扫雷舰在索契附近被发现了正执行第九次巡逻的U-9号，并向其投掷了八枚深水炸弹，但仅造成轻微损坏。
在第十七次巡逻期间，该艇于1944年3月30日进入费奥多西亚加油并让一名生病的船员上岸。第二天，当苏军对当地发动空袭时，U-9号仍然停泊在港口。它因十八架伊尔-2攻击机的轮番扫射而受损，一枚炮弹击中左舷艇艉的耐压壳体造成了凹痕，而亲自操作20毫米高射炮的时任艇长、海军中尉海因里希·克拉普多尔也被碎片炸伤需要送医，潜艇指挥权遂由大副、海军少尉沃尔夫-迪特里希·德尔曼临时接管。在空袭过程中，U-9号的炮手同样宣称击中了两架俯冲的敌机。随后，该艇被撤退至雅尔塔，继而前往塞瓦斯托波尔接受紧急维修。完成修复后，它于4月5日作为艾达护航船队的一部分被转运回康斯坦察，并征召海军预备役中尉马丁·兰特-海恩临时充当转运指挥官。
三周后，U-9号于4月26日夜间11:00离港执行第十八次巡逻。在这次为期33天的行动中，该艇曾于5月11日16:32在黑海向一支由一艘油轮、一艘鱼雷艇、一艘扫雷舰和七艘受三架MBR飞行艇掩护的七艘小型舰艇组成的护航船队发射了一枚鱼雷，并于2分31秒后观察到严重爆炸。被击中的是排水量为412吨的苏联鱼雷艇风暴号（Шторм），但它仍可维持漂浮并被拖入港口。此举引发了苏联人的强烈反扑，一艘护卫舰当天在雅尔塔以南水域向U-9号投掷了深水炸弹，造成轻微破坏。5月25日，U-9号又在图阿普谢附近袭击一艘苏联巡逻舰未果。该艇于1944年7月15日进行了最后一次、也是在黑海的第十二次巡逻，至8月11日返回康斯坦察，未能取得任何战功。不久后，即8月20日，U-9号在苏联对康斯坦察的空袭期间遭苏联海军航空兵直接击沉，当时它正与U-18号和U-24号一同停泊在U艇码头中，沉没地点大致位于44°12′N 28°41′E / 44.200°N 28.683°E处。袭击发生时艇内并无船员。

### 后续运用
1944年10月22日，U-9号的残骸由苏联黑海舰队的海损部门进行第一次打捞。但由于船坞容量不足，它只能暂时搁置在浅水中。直到1945年3月下旬，该艇才得以停靠至康斯坦察港。在船坞进行初步维修后，U-9号与一批罗马尼亚船舶共同作为苏联缴获的战利舰被转移到尼古拉耶夫的造船厂进行修复。1945年4月19日，它获更名为“TS-16号”加入苏联海军。同年10月完成修复后，该艇被编入驻塞瓦斯托波尔的苏联潜艇训练部队。但由于艇况太差，TS-16号在仅仅一年之后，便于1946年11月25日退役，至12月12日宣布为全损并拆解报废。部分机件现存于塞瓦斯托波尔黑海舰队军事史博物馆。

## 袭击历史摘要
| 日期          | 船名              | 船籍     | 吨位  | 结局         |
| ------------- | ----------------- | -------- | ----- | ------------ |
| 1940年1月18日 | 佛兰德里亚号      | 瑞典     | 1,179 | 击沉         |
| 1940年1月19日 | 帕特里亚号        | 瑞典     | 1,188 | 击沉         |
| 1940年2月11日 | 琳达号            | 爱沙尼亚 | 1,213 | 击沉         |
| 1940年5月4日  | 圣蒂武西奥号      | 英国     | 5,995 | 击沉（触雷） |
| 1940年5月9日  | 多里斯号          | 法国海军 | 552   | 击沉         |
| 1940年5月11日 | 芬伊乌号          | 爱沙尼亚 | 1,908 | 击沉         |
| 1940年5月11日 | 鹬号              | 英国     | 1,930 | 击沉         |
| 1940年5月23日 | 西古德·福尔鲍姆号 | 比利时   | 3,256 | 击沉         |
| 1944年5月11日 | 风暴号            | 苏联海军 | 412   | 击伤         |

## 脚注
1. ↑  威廉生，第6頁.
2. ↑  威廉生，第6–7頁.
3. 1 2  Gröner 1991，第39–40頁.
4. 1 2 3 4  Helgason, Guðmundur. . German U-boats of WWII - uboat.net.   [2023-09-13]. （原始内容存档于2021-11-29）.
5. 1 2 3 4 5  Wynn，第7頁.
6. ↑  Showell，第188–189頁.
7. ↑  Helgason, Guðmundur. . German U-boats of WWII - uboat.net.   [2023-09-13]. （原始内容存档于2022-05-28）.
8. ↑  Helgason, Guðmundur. . German U-boats of WWII - uboat.net.   [2023-09-13]. （原始内容存档于2022-09-27）.
9. ↑  Helgason, Guðmundur. . German U-boats of WWII - uboat.net.   [2023-09-13]. （原始内容存档于2023-03-22）.
10. ↑  Helgason, Guðmundur. . German U-boats of WWII - uboat.net.   [2023-09-13]. （原始内容存档于2022-05-28）.
11. ↑  Helgason, Guðmundur. . German U-boats of WWII - uboat.net.   [2023-09-13]. （原始内容存档于2023-02-05）.
12. ↑  Helgason, Guðmundur. . German U-boats of WWII - uboat.net.   [2023-09-13]. （原始内容存档于2023-02-04）.
13. ↑  Helgason, Guðmundur. . German U-boats of WWII - uboat.net.   [2023-09-13]. （原始内容存档于2022-05-28）.
14. ↑  Helgason, Guðmundur. . German U-boats of WWII - uboat.net.   [2023-09-13]. （原始内容存档于2022-05-28）.
15. 1 2  Helgason, Guðmundur. . German U-boats of WWII - uboat.net.   [2023-09-13]. （原始内容存档于2022-05-28）.
16. ↑  Pertek，第266頁.
17. ↑  Stern，第55–57頁.
18. ↑  Blair，第145–148頁.
19. 1 2 3  Helgason, Guðmundur. . German U-boats of WWII - uboat.net.   [2023-09-13]. （原始内容存档于2022-05-28）.
20. ↑  Stern，第69–71頁.
21. 1 2  Stern，第71–74頁.
22. ↑  . Sous-Marins Français Disparus & Accidents.   [2023-09-13]. （原始内容存档于2023-05-18）.
23. ↑  Helgason, Guðmundur. . German U-boats of WWII - uboat.net.   [2023-09-13]. （原始内容存档于2020-08-08）.
24. ↑  Moulin，第69–73頁.
25. ↑  . u-boote.fr.   [2023-09-13]. （原始内容存档于2023-04-11）.
26. ↑  Helgason, Guðmundur. . German U-boats of WWII - uboat.net.   [2023-09-13]. （原始内容存档于2023-01-30）.
27. ↑  Helgason, Guðmundur. . German U-boats of WWII - uboat.net.   [2023-09-13]. （原始内容存档于2023-01-28）.
28. 1 2  Helgason, Guðmundur. . German U-boats of WWII - uboat.net.   [2023-09-13]. （原始内容存档于2022-05-28）.
29. ↑  Helgason, Guðmundur. . German U-boats of WWII - uboat.net.   [2023-09-13]. （原始内容存档于2023-02-07）.
30. ↑  Busch & Röll，第152頁.
31. ↑  Busch & Röll，第122頁.
32. ↑  Showell，第75–79頁.
33. ↑  Möller & Brack，第204頁.
34. ↑  Rössler，第95, 142頁.
35. ↑  Helgason, Guðmundur. . German U-boats of WWII - uboat.net.   [2023-09-13]. （原始内容存档于2022-12-02）.
36. ↑  Helgason, Guðmundur. . German U-boats of WWII - uboat.net.   [2023-09-13]. （原始内容存档于2022-05-28）.
37. ↑  Busch & Röll，第126頁.
38. ↑  Helgason, Guðmundur. . German U-boats of WWII - uboat.net.   [2023-09-13]. （原始内容存档于2022-05-28）.
39. 1 2  Helgason, Guðmundur. . German U-boats of WWII - uboat.net.   [2023-09-13]. （原始内容存档于2022-05-28）.
40. ↑  Helgason, Guðmundur. . German U-boats of WWII - uboat.net.   [2023-09-13]. （原始内容存档于2023-09-15）.
41. ↑  Helgason, Guðmundur. . German U-boats of WWII - uboat.net.   [2023-09-13]. （原始内容存档于2022-05-28）.
42. ↑  Enders，第130頁.
43. ↑  Möller & Brack，第211頁.
44. ↑  Helgason, Guðmundur. . German U-boats of WWII – uboat.net.   [2014-12-29]. （原始内容存档于2023-09-15）.